# San Martín de la Vega
San Martín de la Vega község Spanyolországban, Madrid tartományban. San Martín de la Vega Valdemoro, Pinto, Getafe, Rivas-Vaciamadrid, Arganda del Rey, Morata de Tajuña, Chinchón és Ciempozuelos községekkel határos. Lakosainak száma 20 733 fő (2024).

## Népesség
A település népessége az utóbbi években az alábbiak szerint változott:
| Lakosok száma | 11 415 | 14 011 | 16 057 | 18 256 | 19 615 | 19 092 | 18 824 | 19 170 | 19 927 | 20 733 |
|               | 2001   | 2004   | 2007   | 2009   | 2012   | 2014   | 2017   | 2019   | 2022   | 2024   |